# Adán III de Bethsan
Adán III de Bethsan (fallecido en noviembre de 1179) fue señor de Bethsan en el Reino de Jerusalén.
Era el hijo de Guermond I de Bethsan y Margarita Brisebarre, hija de Guido II Brisebarre, señor de Beirut.  Alrededor de 1174 sucedió a su padre como señor de Bethsan.
Se casó con Helvis de Milly, hija de Enrique de Milly, señor o castellano de Arabia Pétrea. Tuvo un hijo:
- Guermond II (fallecido en 1198), su sucesor como señor de Bethsan.